# Fernão de Magalhães
|  | Magallanes redirigeix aquí. Per a altres significats vegeu Magalhães (desambiguació). |

Fernão de Magalhães (conegut també com a Magallanes en castellà, Magellanus en llatí o Magellan en francès i anglès, entre altres variants), nascut al nord de Portugal, probablement a Ponte da Barca, al voltant del 1480 i mort a l'illa de Mactan (vora l'illa de Cebú, a les Filipines) el 27 d'abril de 1521, va ser un navegant i explorador portuguès de l'època dels grans descobriments.
És conegut pel fet d'haver iniciat la primera circumnavegació de la història, que va concloure el setembre de 1522, sota el comandament de Juan Sebastián Elcano, després de tres anys de viatge, en què Magalhães va navegar cap a l'oest per arribar a les Moluques i va descobrir, i passar-hi, l'estret que porta el seu nom, que separa els oceans Atlàntic i Pacífic.
Al segle xv, contràriament a la creença popular, la rodonesa de la Terra va ser una idea provinent de l'antiguitat. Al segle iii aC, Eratòstenes n'havia mesurat la circumferència amb una notable exactitud. Encara que els escrits dels grecs, especialment d'Aristòtil, van perdre la seva autoritat, aquesta idea es va estendre durant l'edat mitjana. El Tractat de l'esfera de Joannes Sacrobosco, escrit a París el 1224, va ser àmpliament publicat en tots els cercles acadèmics, sense que l'Església pogués posar-hi inconvenients. El primer globus conegut, és a dir, el més antic que es conserva, el va fer Martin Behaim a Nuremberg el 1492.
En aquella època, Europa havia desenvolupat un gust per les espècies exòtiques que va impulsar encara més els interessos de geògrafs, exploradors i comerciants. Magalhães estava convençut que les Moluques eren a la meitat del globus que havia de passar al tron d'Espanya segons el Tractat de Tordesillas, que dividia el món entre castellans i portuguesos des de 1494. Va pensar que podria arribar per l'oest a les illes de les Espècies, que havia abordat durant la seva visita a Malaca, el 1511-1512. Fins i tot abans d'endinsar-se en el seu viatge a les Moluques, d'on era originari el clau d'espècia, Magalhães havia rebut cartes exclusives d'un dels seus amics personals, el portuguès Francisco Serrão, que hi era des del 1512. Seria aquest projecte d'unir les illes occidentals de les espècies, finalment amb el suport de la Corona espanyola, el que va portar la seva flota a fer la volta al món, tot i no ser aquest el projecte original. L'esdeveniment va tenir un impacte considerable a Europa. Després de poc més d'un quart de segle, es va dur a terme el projecte original de Cristòfor Colom i, com ha assenyalat Pierre Chaunu, «el món mai ha estat tan gran com després del viatge de Magalhães».

## Orígens
Va viure els seus primers anys a la cort de Portugal, però el seu afany d'aventures el va fer embarcar-se en un viatge cap a l'Extrem Orient, on les factories portugueses vivien una època d'esplendor en les seves relacions amb els territoris que actualment conformen Malàisia, Indonèsia i les Filipines.
Magalhães proposà al rei de Portugal fer una expedició a les illes de les Espècies (les Moluques) per occident, però Portugal no ho accepta perquè, pel tractat de Tordesillas, les illes estaven en la zona geogràfica reservada a la corona de Castella, amb la qual no volien entrar en guerra.
L'octubre de 1517 a Sevilla, Magalhães es posa en contacte amb Juan de Aranda, factor de la Casa de Contractació. Després de l'arribada del seu soci, Rui Faleiro, i amb el suport d'Aranda, presenten el seu projecte al nou monarca espanyol, Carles I d'Espanya, que acabava d'arribar a Espanya. La proposta de Magalhães va resultar especialment interessant en aquests instants, car oferia obrir una ruta a les illes de les Espècies sense vulnerar els compromisos amb Portugal, una gesta que portaria riqueses i honors a la monarquia.
El 22 de març de 1518 el rei celebra capitulacions amb Magalhães i Faleiro a Valladolid per tal que aquests fessin l'expedició a les Illes de la
 Espècies que corresponien, segons el tractat de Tordesillas, a Espanya. En aquesta capitulació, el rei els atorgava:
- El monopoli de la ruta descoberta per un termini de deu anys.
- El seu nomenament com a avançats i governadors, amb el cinc per cent dels guanys nets de les terres i illes que trobessin.
- Un cinquè del guany net del viatge.
- Tindrien el dret a portar mil ducats a mercaderia en els viatges restants, pagant només el 5% sobre els retorns.
- La concessió d'una illa a cadascú, fora de les sis més riques, de les quals tindrien una quinzena del seu profit.

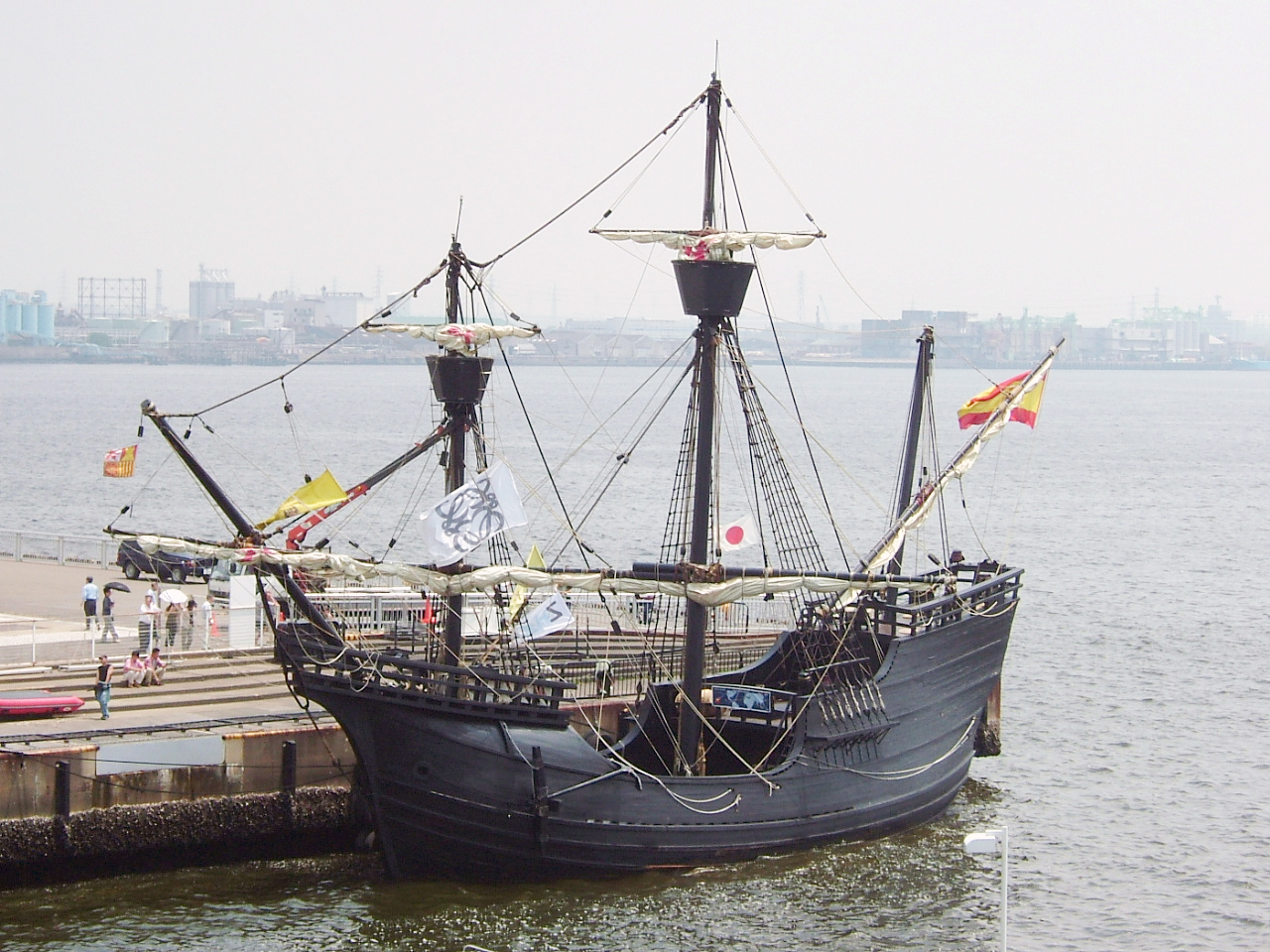
La Victoria fou la primera nau a realitzar la circumnavegació del globus. Rèplica del navili present a l'Expo 2005, a la Prefectura d'Aichi, Japó

## Primers viatges
Fernão de Magalhães pertany a una branca del llinatge dels Magalhães, família noble del nord de Portugal que té els seus orígens a finals del segle xiii. Els historiadors han mirat d'ubicar-lo a l'arbre genealògic i saber alguna cosa de la seva joventut. La primera menció històrica segura prové d'un fitxer on figura com a resident de la Casa Reial a la flota de Francisco de Almeida, nomenat virrei de les Índies orientals portugueses. A bord d'aquesta nova armada de vint naus, va sortir de Lisboa el 25 de març de 1505, Va descobrir les Índies, va lluitar al costat de Francisco Serrão a qui va salva dues vegades. Es va dedicar uns mesos al comerç de les espècies, abans de participar en la presa de Malaca l'estiu de 1511 sota el comandament d'Afonso de Albuquerque. El seu amic Francisco Serrão va arribar a l'illa de Ternate, a les Moluques, on es va establir després de guanyar el favor del rei local. Magalhães rep la notícia del seu amic Francisco Serrano per correu, abans de sortir de Malaca, l'11 de gener de 1513 per tornar a Portugal.
L'estiu de 1513, Magalhães va ser enviat al Marroc dins d'un poderós exèrcit que havia de capturar Azemmour. Durant els combats va ser ferit al genoll, deixant-li una coixesa lleu per a tota la vida. Després d'absentar-se sense permís, se l'acusa de comerç il·legal amb els moros. Els càrrecs van ser retirats ràpidament, però Magalhães esdevenia un soldat que no gaudia de la millor reputació a l'administració de Manuel I, que es nega a augmentar la seva pensió de només 100 rals. El projecte madurat per Magalhães per arribar a les Illes de les Espècies d'Occident no podia interessar al rei de Portugal, que ja es realitzava a través del trànsit dels comerciants Malais de clau d'espècia de les Moluques i nou moscada de Banda. Descontent per no veure reconeguts els seus mèrits a Portugal, Magalhães va decidir anar a oferir els seus serveis al rei d'Espanya, el futur Carles V, que en aquell moment tenia només 18 anys.

## El viatge de circumval·lació
Magalhães va fer el viatge per a arribar a les Illes de les Espècies (Illes Moluques) que, pel tractat de Tordesillas, pertanyien a la Corona de Castella i, per tant, hauria de fer-ho sota el patrocini del rei d'Espanya i navegant per les possessions espanyoles, viatjant cap a l'oest.

### Els preparatius (1517-1519)
L'octubre de 1517, a Sevilla, Magalhães va contactar amb Juan de Aranda, factor de la Casa de la Contractació d'Índies. Després de l'arribada del seu company Rui Faleiro, i amb el suport d'Aranda, presenten el seu projecte al monarca espanyol Carles V que acabava d'arribar d'Espanya. La proposta de Magalhães per descobrir el mític pas entre l'oceà Atlàntic i el Mar del Sud descobert per Vasco Núñez de Balboa el 1513, li va semblar particularment interessant al rei, ja que podria obrir la "ruta de les espècies", sense danyar les relacions amb els veïns portuguesos, una acció que segurament portaria riqueses i honors a la monarquia. Des de la Junta de Toro el 1505 la Corona es va proposar descobrir la ruta occidental, que portaria els espanyols a Àsia. La idea doncs, arribava en un bon moment. Juan Díaz de Solís, un portuguès al servei d'Espanya, estava tractant de trobar aquest camí mitjançant l'exploració del Riu de la Plata el 1515-1516, però va perdre la vida.
El 22 de març de 1518 el rei va nomenar Magalhães i Faleiro capitans per a anar a la recerca de l'illa de les espècies, i al juliol els va elevar al rang de Comandant de l'Orde de Sant Jaume. El rei els va concedir:
- El monopoli de la ruta descoberta durant un període de deu anys.
- El seu nomenament com a governadors de la terra i les illes que descobrissin, amb el 5% dels ingressos nets que s'obtingueren.
- Una cinquena part dels guanys del viatge.
- El dret a percebre mil ducats dels pròxims viatges, pagant només el 5% sobre la resta.
- La concessió d'una illa a cadascú, llevat de les sis més riques, de les que rebrien una quinzena part.

L'expedició és finançada en gran manera per la Corona qui aporta cinc vaixells que transporten subministraments d'aliments durant dos anys de viatge.
Varen sorgir una infinitat de problemes en la preparació d'aquest viatge, la falta de diners, el rei de Portugal, que tracta d'aturar-ho, la sospita dels castellans envers Magalhães i els altres portuguesos implicats, per no esmentar el difícil caràcter de Faleiro. Per fi, gràcies a la tenacitat de Magalhães, l'expedició es va posar en marxa. Mitjançant el bisbe Juan Rodríguez de Fonseca que rep la participació del marxant Cristóbal de Haro, qui va proporcionar alguns dels fons i béns per bescanvi.

### Inici del viatge
La flota va salpar de Sevilla el 10 d'agost de 1519 però va haver d'esperar fins al 20 de setembre de 1519 per hissar les veles i deixar Sanlúcar de Barrameda, amb 237 homes en cinc vaixells: el Trinidad, vaixell insígnia comandat per Magalhães, el San Antonio comandat per Juan de Cartagena, el Concepción comandat per Gaspar de Quesada, el Santiago dirigit per Juan Serrano i el Victoria dirigit per Luis Mendoza. La tripulació es componia d'homes de diverses nacions. Paul Teyssier va escriure: "a més dels espanyols, hi havia també portuguesos, italians, grecs i fins i tot francesos. En certa forma podem parlar d'un equip europeu. ".

#### Tripulació
Cinc vaixells, amb 237 homes partiren en l'expedició de Magallanes.

Viatge de la volta al món de Magalhães

| Vaixell     | Tonatge | Tripulació | Notes |
| ----------- | ------- | ---------- | --- |
| Trinitat    | 110     | 62         | Vaixells comandats per Magalhães, finalment detingut pels portuguesos a les Moluques, amb 20 tripulants que va sobreviure a un dramàtic intent per creuar el Pacífic.                                             |
| Sant Antoni | 120     | 55         | Abandonen l'expedició a l'Estret de Magallanes i van tornar Sevilla el 6 de maig de 1521. |
| Concepció   | 90      | 44         | Vaixell abandonat i cremat a l'illa de Bohol, a prop de Cebú, a causa de la manca de tripulació. |
| Santiago    | 75      | 31         | Naufragà el 3 de maig de 1520 als voltants del riu Santa Creu. |
| Victoria    | 85      | 45         | Únic vaixell a fer la volta al món. A la seva arribada només són 18 europeus i 3 habitants de les Moluques. No obstant això, 12 europeus i un moluquès es varen quedar a Cap Verd per anar a Sevilla poc després. |
|             |         | Total: 237 | |

### Travessa de l'Atlàntic
Dels cinc capitans de l'expedició, sembla que almenys tres no compartien les mateixes opinions de Magalhães, fins al punt que alguns volen eliminar-lo. A bord de l'expedició, l'italià Antonio Pigafetta mantenia un diari del viatge. Gràcies a ell tenim informació no només sobre els amotinats, sinó el registre total del viatge perquè era part dels 18 supervivents que van arribar el 6 de setembre de 1522.
Després d'una breu estada a les illes Canàries va ser capturat i fet presoner el cap del motí, Juan de Cartagena, bastard d'un gran d'Espanya. Quatre mesos més tard la flota va arribar a la costa del Brasil al desembre. La flota portava la bandera espanyola i Brasil era una colònia portuguesa. Després d'una breu escala per abastiment de combustible a Ponta de Baleia prop de l'arxipèlag d'Abrolhos, Magalhães va decidir ancorar el 13 de desembre de 1519 a la Badia de Santa Lucia, avui en dia Rio de Janeiro, zona ben coneguda per un dels seus pilots João Lopes Carvalho en haver estat allà set anys abans. Un cop allà es va trobar amb Juanillo, el fill que havia tingut amb una indígena, que s'embarcarà a la flota. Després d'una escala de catorze dies, varen navegar cap al sud per tractar de rodejar l'Amèrica del Sud.

### Rebel·lions durant l'hivern
Era el mes de desembre de 1519 i quan més cap al sud anaven, més fred feia. Es va decidir passar l'hivern a la Patagònia (Argentina). Al 31 de març de 1520, la flota es va refugiar en un estuari protegit que anomenaren Puerto de San Julián. Va ser aquí on va explotar "el motí de Pasqua" del que Magalhães se'n va ensortir, però amb greus conseqüències. El motí va esclatar l'1 d'abril sota la direcció de Juan de Cartagena, Luis Mendoza i Gaspar de Quesada, inquietant tothom del gir del viatge i es va posar en dubte l'existència d'aquest pas cap a l'oest i en especial de les seves possibilitats de supervivència en aquelles regions fredes i desèrtiques. Magalhães i els mariners que li varen ser fidels aconseguiren hàbilment desfer-se dels amotinats. Mendoza va ser assassinat per sorpresa per l'algutzir Gonzalo Gómez de Espinosa; Quesada va ser executat; Cartagena i el sacerdot Pere Sánchez de la Reina són abandonats a la costa amb una espasa i una mica de pa. La pena a la qual altres quaranta amotinats varen ser condemnats, entre ells Juan Sebastián Elcano, va ser finalment amnistiada. Alguns, com el cosmògraf Andrés San Martín, va ser sotmès la dolorosa tortura de la corriola. La clemència de Magalhães no és sorprenent, ja que li calien tots els homes per continuar el seu viatge com va escriure Stefan Zweig: "com continuar el viatge, si en virtut de la llei, s'ha d'executar una cinquena part de la seva tripulació? En aquestes regions inhòspites, a milers de quilòmetres d'Espanya, no es podia privar d'un centenar d'armes.".

### Descobriment de l'estret de Magallanes

Mapa que mostra la ruta dels vaixells a l'estret

Durant l'estiu (hivern a l'hemisferi nord), Magalhães va decidir enviar un dels seus vaixells en reconeixement de a trobar el passatge que condueixi cap a la costa oest americana, cap a l'oceà Pacífic. Lamentablement el Santiago va naufragar el 3 de maig de 1520. Tres mesos més tard, Magalhães va decidir anar cap al sud amb els quatre vaixells restants. El 21 d'octubre de 1520 Magalhães va veure un cap que va anomenar cap Vírgenes. És el punt que marca l'entrada de l'estret. Va començar la seva exploració descobrint un passatge cap a occident. En el laberint de fiords, envoltat de penya-segats "amenaçant" les aigües "perdudes", una zona que li costaria més d'un mes a creuar, les històries indiquen que en trànsit pels estrets, els mariners varen observar moltes fumeres a l'interior. La Tierra del Humo que varen reflectir als mapes després del viatge com a Terra del Foc. L'estret, nomenat en primer lloc "Canal de Tots els Sants", ràpidament va canviar el seu nom a Estret de Magallanes en honor de l'explorador.
Al centre de l'estret, Esteban Gómez pilot del San Antonio, es va rebel·lar amb els seus homes i empresonà el capità Álvaro de Mesquita, un cosí de Magalhães. Va donar la volta i es va desertar dirigint-se cap a Sevilla amb la seva càrrega d'aliments i béns per a bescanviar. Després de creuar l'Atlàntic, el vaixell arribà a Sevilla el 6 de maig de 1521 amb 55 homes a bord.

### Travessa del Pacífic i mort de Magalhães

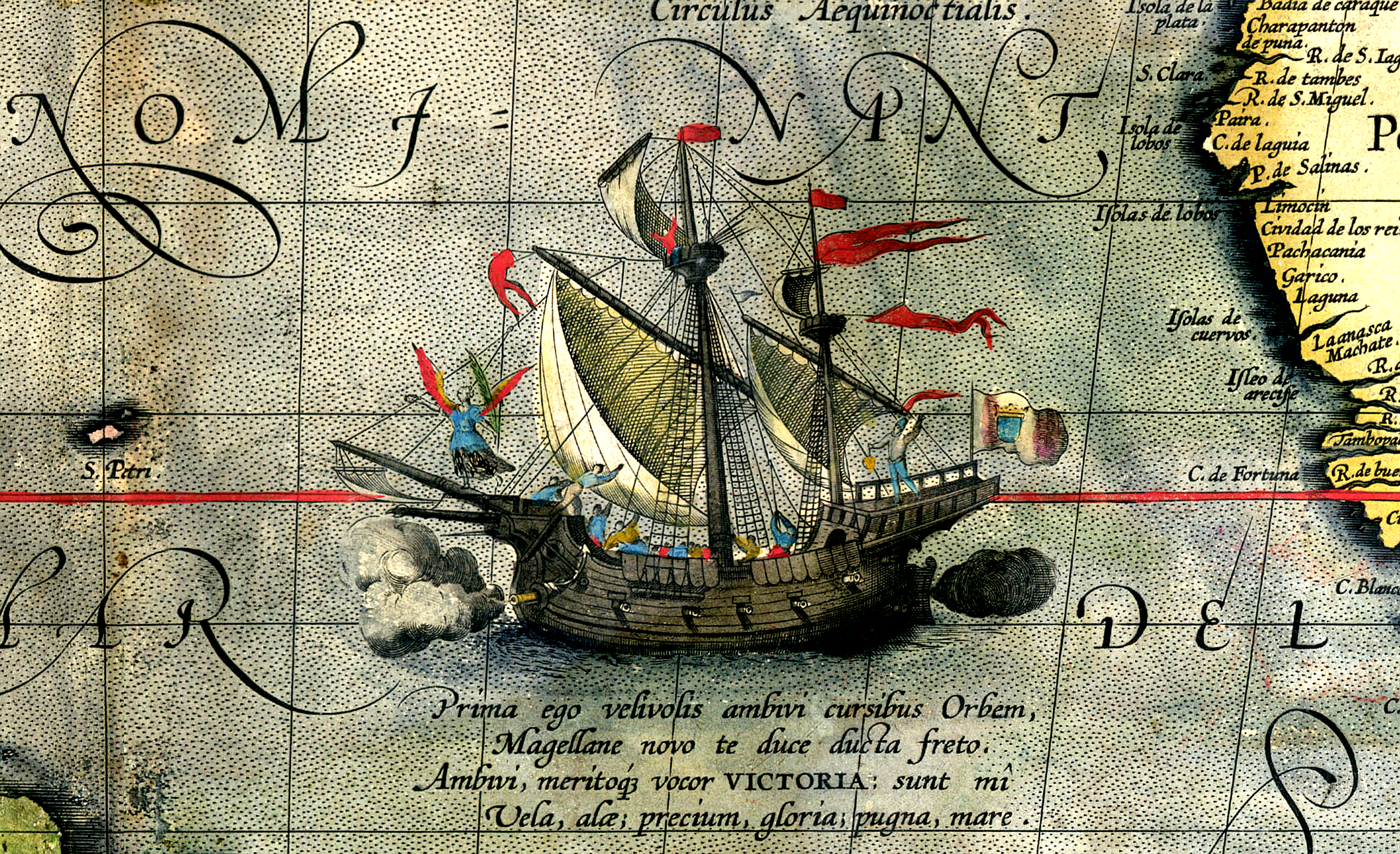
El Victoria en un mapa d'Ortelius de finals del

A l'època de Magalhães la circumferència de la Terra encara no es coneixia amb precisió, tot i la tasca d'Eratòstenes que l'havia calculat prop de 18 segles enrere. Però Magalhães no subestimava la dimensió del Pacífic, com l'opinió actual suggereix. La seva memòria geogràfica, que va deixar al rei abans de sortir i un mapa dibuixat per Jorge i Pedro Reinel el 1519, a Sevilla, són una evidència. El que sorprendria al navegant va ser trobar un oceà buit. Malauradament, no s'acostà a cap de les moltes illes que esquitxen aquest mar, amb l'excepció de dos atols deserts, anomenada Islas Infortunadas on no podia atracar.
L'aigua no era potable, les racions anaven disminuint, fins i tot s'acaben les galetes, la tripulació ha de sobreviure menjant rates. Antonio Pigafetta va escriure: "Nosaltres només menjavem galetes velles que s'havien tornar pols, tot ple de cucs i pudent, escombraries de l'orina de les rates, i vàrem beure una infecta aigua groga.". L'escorbut i beri-beri va atacar a la tripulació, però sense delmar-la. Un estudi recent mostra que només hi va haver nou morts durant el viatge de tres mesos i mig i això és probablement a causa de l'api silvestre collit àmpliament a l'Estret. El 6 de març de 1521 s'adreçaren cap a Guam a les Marianes, on podrien proveir-se de combustible. A continuació, va posar veles cap a les Filipines, on va desembarcar el 17 de març a l'illa d'Homonhon.
Els paisatges eren idíl·lics, espècies, ocells de colors, els nadius que semblaven pacífics. La primera parada es va fer a l'illa de Limasawa, on es va dir la primera missa, una segona a l'illa de Cebú, on el rei es va convertir al cristianisme amb el seu poble.
A les illes Moluques, Magalhães i els seus van descobrir que havien arribat a l'Extrem Orient, complint el projecte de Cristòfor Colom.
Lapu-Lapu, rei de la petita illa de Mactan davant de Cebú, es negà a sotmetre's als invasors. Magalhães va encapçalar una expedició contra ell comptant que amb seixanta homes amb armadura i fusells es podia conquerir als indígenes nus i trenta vegades més nombrosos. Magalhães cau sota els cops amb sis dels seus companys el 27 d'abril de 1521. La crònica d'Antonio Pigafetta proporciona informació essencial sobre aquest episodi: els guerrers de Lapu-Lapu havien fet ells mateixos uns escuts de fusta molt dura resistents als mosquets, armats amb fletxes enverinades amb un verí d'un efecte gairebé immediatament. Quatre dies més tard, després de la derrota a Mactan, l'1 de maig, el rei de Cebú tendeix una emboscada als nouvinguts en un sopar durant el qual diu que vol donar als oficials de la flota "joies i presents que havia promès enviar al Rei d'Espanya", en paraules de Pigafetta. Segons Pedro Mártir de Anglería l'origen d'aquesta venjança està relacionada amb la violació de dones. Els que es van quedar a bord dels vaixells fondejats varen fugir. Segons el testimoni ocular d'Antonio Pigafetta, cronista del viatge de Magalhães, va ser Enric, el criat de Magalhães, un natiu de les illes que parlava portugués, que es va unir al rei de Cebú, Humabon. De fet, en el seu testament, Magalhães havia estipulat que a la seva mort, el seu fidel servidor hauria de ser alliberat. Però el gendre de Magalhães, Duarte Barbosa, va rebutjar la disposició testamentària envers Enric i li va demanar que romangués a bord. Enric es va revoltar contra aquest sistema de retenció injust i il·legal i es va unir a Humabon. El rei de Cebú va percebre la debilitat dels europeus que havien quedat sense un líder després de la mort de Magalhães, i va considerar que havia arribat el moment de desfer-se'n.
Després de la mort de Magalhães, Juan Sebastián Elcano va prendre el comandament de l'expedició i va arribar amb una sola nau ("Victoria") de tornada a Espanya el 1522, havent completat la primera circumnavegació de la Terra.
Elcano, sense mitjans i amb una sola nau, va tornar pel camí més conegut, amb terres on aprovisionar-se, i intentant esquivar ports i flotes perillosos.